# کیسی کمپل
کیسی کمپل (انگلیسی: Cassie Campbell؛ زادهٔ ۲۲ نوامبر ۱۹۷۳) بازیکن هاکی روی یخ اهل کانادا بود.